# Ouragan Betsy
L'ouragan Betsy a été l'ouragan le plus violent de la saison 1965 pour la région atlantique. Il a causé d'énormes dégâts dans les Bahamas, la Floride, et la Louisiane.
Betsy était un des plus intenses, coûteux et meurtriers ouragans à pénétrer les terres des États-Unis. Betsy était proche de la catégorie 5 lors de son arrivée sur les terres de Louisiane. La tempête a tué 76 personnes, ce qui en fait un des ouragans les plus meurtriers à atteindre les États-Unis (18e au classement en 2004). Betsy a causé 1,42 milliard de dollars US de dégâts, ce qui ajusté à l'inflation s'élèverait à 8,5 milliards de dollars de 2000, plaçant Betsy à la huitième place des ouragans les plus coûteux pour les États-Unis.
Parmi les ouragans du bassin atlantique aux États-Unis, Betsy est également remarquable pour son large œil (65 kilomètres de diamètre) lors de son arrivée sur les terres américaines au niveau de l'île Key Largo sur l'archipel des Keys en Floride, et pour son trajet qui inclut deux boucles complètes.

## Histoire
Betsy s'est formée à l'est des Îles Sous-le-Vent (Antilles) et s'est déplacée vers le nord à travers l'archipel en tant que tempête tropicale. Après avoir quitté les Caraïbes, Betsy s'est renforcée en un ouragan de catégorie 4. Betsy s'est alors déplacée juste au nord de Nassau et à travers l'extrême sud de la Floride. Des vents de l'ouragan ont été ressentis dans la zone de Miami pendant à peu près 12 heures.
Après avoir croisé la baie de Floride et être entrée dans le golfe du Mexique, Betsy s'est à nouveau renforcée et a continué sa route vers le nord-ouest. L'ouragan a fait sa seconde entrée sur le sol américain à Grand Isle en Louisiane, juste à l'ouest du  fleuve Mississippi. Lors de l'entrée sur le sol américain, Betsy avait des vents d'une vitesse de 249 km/h, juste en dessous d'un ouragan de catégorie 5. L'ouragan s'est déplacé au-dessus du fleuve causant une élévation du niveau du Mississippi à La Nouvelle-Orléans d'environ 3 mètres.
Le nom Betsy a été retiré et ne sera plus jamais utilisé pour un ouragan. Ce nom a été remplacé par Blanche qui a été utilisé en 1969.